# Centrale de Lamma
La centrale de Lamma est une centrale thermique alimentée au charbon et au gaz située à Hong Kong sur l’île de Lamma.